# Le Panier de crabes
Ne pas confondre avec Le Panier à crabes, film français de 1960.
Le Panier de crabes est le 31e album de la série de bande dessinée Jeremiah, écrite et dessinée par Hermann, paru en 2012.

## Description et synopsis
L'action se déroule probablement au Mexique et au moins dans une région de langue espagnole.
Kurdy et Jeremiah, en balade dans le coin, dépannent une voiture conduite par une jeune fille, Verona, qui pour remerciement les invite à passer dans la luxueuse demeure de son père, Señor Fernando, riche antiquaire possédant une galerie d'art.
Le frère Gerardo du Señor Fernando a vendu des faux Giacometti au mafieux Roskov qui menace de représailles si Señor Fernando ne paie pas. Ce dernier refuse.
Bref le panier de crabes est là et les amis Kurdy et Jeremiah seront invités à y prendre part.

## Publication en français
- Dupuis (collection « Grand Public »), 2012